# Kimek
Die Kimek (auch Kimak geschrieben) waren eine turksprachige Stammesföderation in Zentralasien im Gebiet um den Fluss Irtysch.

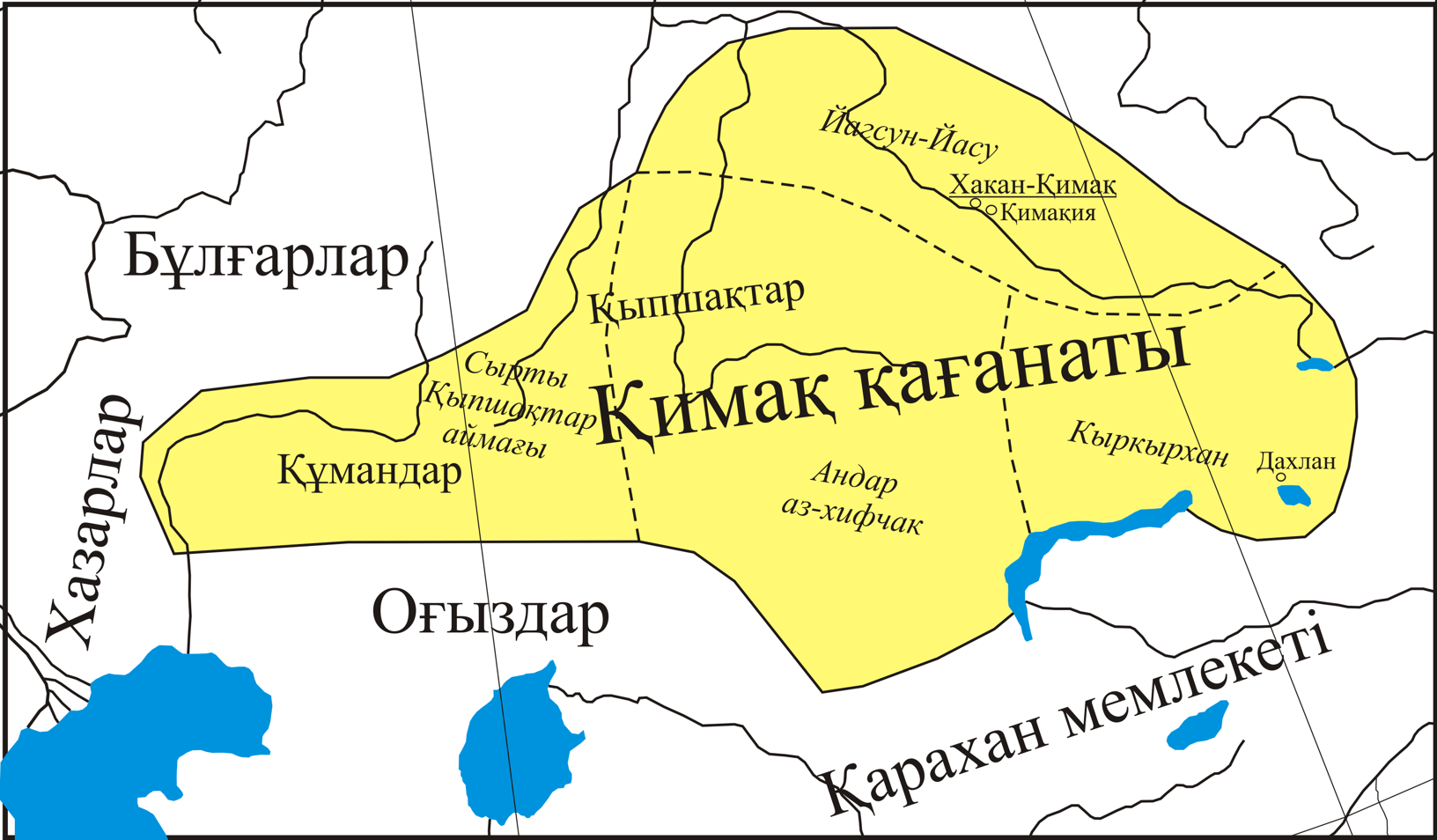
Kaganat der Kimek-Kiptschak-Föderation

Wahrscheinlich bezeichnet Kimek gleichzeitig auch einen dominierenden Stamm innerhalb der Föderation.
Die Ursprünge der Föderation sind unklar, ein wichtiger Bestandteil war das Volk der Kiptschak.
Mit dem Untergang des Zweiten Türk-Kaganats 742 entstand die Kimek-Kiptschak-Föderation. Nach dem Untergang des Uigurischen Kaganats 840 übernahmen die Kimek – wie die Karluken und Kirgisen – den Titel Kagan.
Im Gegensatz zu anderen Steppenreichen lebten die Kimek weitab von den städtischen Zentren – etwa Chinas oder der südlichen Oasen – waren also nicht auf die Nähe von Handelspartnern oder Plünderziele angewiesen. Nach dem persischen Historiker Abu Said Gardizi, gestorben 1061, umfasste die Kimek-Kiptschak-Föderation sieben Stämme:
- Kimek (mit Imak, Yimaek)
- Imi
- Tataren
- Bayındır
- Kiptschak
- Lanikaz
- Ajlad

Die Kiptschak, die den westlichen Teil der Föderation bildeten, lebten am mittleren Syr-Darja und um den Aral-See. Zu Beginn des 11. Jahrhunderts zogen sie nach Westen und vertrieben die Ogusen von ihrem Land. Dadurch wurden die Kiptschak mächtiger und gewannen innerhalb der Föderation an Macht.
924 begannen die Kitan, die im Gebiet der Mandschurei lebten, eine Offensive nach Westen, besiegten die Kirgisen in der Mongolei und danach die Uiguren, Tanguten und Tuyuhun.
Dadurch wurde in der eurasischen Steppe eine Westwanderung ausgelöst, die auch den Niedergang des Kaganats gegen Ende des 10. oder Anfang des 11. Jahrhunderts bewirkte.
Nach dem Ende des Kimek-Kaganats wanderte ein Teil der Kiptschak weiter nach Westen.